# ナナイ語
ナナイ語（ナナイご　ナナイ語：Нāни хэсэни，ロシア語：Нанайский язык）はロシアのハバロフスク地方、沿海地方、中国の黒竜江省に居住するナナイ人の言語で、ツングース諸語南ツングース語派ナナイ語群に属する。ゴルディ語、ゴルド語、ゴリド語、ゴルジ語とも呼ばれることがある。また、中華人民共和国領内のナーナイ語は赫哲語（ヘジェ語）と呼ばれる。

## 分布
ナナイ語の方言は、複数の隣接地域に分布している。

### 中・下流のアムール方言
ハバロフスク地方の下アムール川地域（アムールスキー群、ソルネチニ群、コムソモールスキー群

### クル・ウルミ方言
ハバロフスクとクル川、ウルミ川

### ビキン方言
沿海地方のフォザルスキー群（ウスリー川の中流付近）

### スンガリ方言
中国のウスリー川の境界地域
ロシアでは、ハバロフスク地方のナナイスキー群にナナイ語が最もよく保存されていると考えられる。これはナナイ語の教科書や書籍の出版に力を入れたナナイ語話者集団とナナイ郡の民族自治によるものである。ストリャロフの資料によると、全世界のナナイの人口は11,883人であり、このうち8,940人はハバロフスク地方の郊外在住である。しかし、100-150人の母語話者のみがその地域に残っている。2002年にロシアの人口調査では、ナナイ語を使用すると主張する人が12,194人記録された。このうち90%は、ハバロフスク地方に、3.5%は沿海地方に、1.3%はサハリン州に居住し0.5%以下は、他の地域に居住していた。また、この内ロシア語を使用していない話者は49人のみであった。

## 表記法
最初に出版されたナナイ語の本はキリル文字表記で、1880年代にロシア正教の宣教師によって出版された。バレンティン・アプロリンをはじめロシア語の言語学者によって1920年代から1930年代にかけてナナイ語の近代的な表記法が完成した。以下のキリル文字はナナイ語のアルファベットである。
| А а | Б б | В в | Г г | Д д | Е е | Ё ё | Ж ж |
| З з | И и | Й й | К к | Л л | М м | Н н | О о |
| П п | Р р | С с | Т т | У у | Ф ф | Х х | Ц ц |
| Ч ч | Ш ш | Щ щ | Ъ ъ | Ы ы | Ь ь | Э э | Ю ю |
| Я я |     |     |     |     |     |     |     |

## 音韻

### 母音と母音調和
ナナイ語には[i, u, y, o, œ, a, ə]の7つの母音があり、[ai, ao, əi, əo, ia, iə, io, iu, ua, ui, uo, oi, ya, yə]の12個の二重母音がある。また、三重母音は[iao, uai]の2つ。また、次の音韻規則がある。
- [i]は[dz, ts, s] の前で []になる。
- [i]は[ɖʐ, ʈʂ, s] の前で [ɪ]になる。
- [i]は[m, n, l, d] の前で [i̟]になる。
- [i]で音節が開始され、[dz、s、tɕ、ɕ、l、m、ŋ]でもその音を維持する時は声門破裂音[ʔ]が入る。

以下の表はナナイ語の母音調和規則をまとめたものである。
| 分類     | 小分類  | 音素   | 備考                                                                 |
| -------- | ------- | ------ | -------------------------------------------------------------------- |
| 陽母音   | Group 1 | [a]    |                                                                      |
| 陽母音   | Group 2 | [o, œ] | [i, u, y] の前には表示されない。また、[o]は[œ]の前には表示されない。 |
| 陰母音   | Group 3 | [ə]    | [a, o] の前で中性化される。                                          |
| 中性母音 | Group 4 | [i]    |                                                                      |
| 中性母音 | Group 5 | [u, y] | [y]は2回連続して出てこない。                                         |

### 子音
ナナイ語には28個の子音がある。
|        | 脣音 | 脣音 | 歯音 / 歯茎音 | 歯音 / 歯茎音 | そり舌音 | そり舌音 | (歯茎口蓋音) 硬口蓋音 | (歯茎口蓋音) 硬口蓋音 | 軟口蓋音 | 軟口蓋音 | 口蓋垂音 | 口蓋垂音 |
| ------ | ---- | ---- | ------------- | ------------- | -------- | -------- | --------------------- | --------------------- | -------- | -------- | -------- | -------- |
| 破裂音 | [p]  | [b]  | [t]           | [d]           |          |          |                       |                       | [k]      | [ɡ]      | [q]      | [ɢ]      |
| 破擦音 |      |      | [ts]          | [dz]          | [ʈʂ]     | [ɖʐ]     | [tɕ]                  | [dʑ]                  |          |          |          |          |
| 摩擦音 | [f]  |      | [s]           |               | [ʂ]      | [ʐ]      | [ɕ]                   |                       | [x]      |          | [χ]      |          |
| 鼻音   |      | [m]  |               | [n]           |          |          |                       |                       |          | [ŋ]      |          |          |
| 接近音 |      |      |               | [l]           |          |          |                       | [j]                   |          | [w]      |          |          |
| R音    |      |      |               | [r]           |          |          |                       |                       |          |          |          |          |

子音音素は以下のように変えることができる。
- / sɕχ/は、2つの母音の間で、それぞれ[zʑʁ]となる。
- /ɡ/は、次の音節の[d]前で音節の最後の位置から[ɣ]となる。

## 外来語
ナナイ語について研究したアンジュンは日暦から由来した[ʐili](暦)のように中国のから入ってきた外来語について言及した。他の言語からもいくつか単語が借用された。たとえば、ロシア語помидорから入ってきた[pomidor]（トマト）のような言葉があるが、この言葉が伝播された正確な経路は証明されておらず、ロシア語から直接入らずに他の隣接の言語を経て伝播された可能性もある。
また、モンゴル語とテュルク諸語言語と共有する単語もある。
- [sal]（ひげ）モンゴル語[sahɘl]、ウイグル語とカザフ語[saqal]）
- [tœqo]（ニワトリ）モンゴル語[tahia]、ウイグル語[toχo]、カザフ語[tawuq]）
- [χonin]（量）モンゴル語[χœŋ]、ウイグル語とカザフ語[qoi]）

これらは、借用語と推定されている単語で、アルタイ仮説を支持するこれらの単語を言語学的血縁関係の証拠として考慮される。逆に、ウデヘ語は、ウデヘ語固有の語彙ではなくナナイ語からいくつか借用語を受け入れた。
- [banixe]（ありがとう）：ウデヘ語[usasa]の代わりにナナイ語の[banixa]より借用
- [dœlbo]（日）：ウデヘ語[etete]の代わりにナナイ語の[dœbo]より借用
- [daŋsa]（本）：もともとこの単語に当たる言葉はなく、ナナイ語の[daŋsa]より借用。これは、「リスト」を意味する中国語單子（ピンイン：dānzi）からの借用語である。

ウデヘ語話者は230人しかおらず、ビキン地域では、両言語の間にかなりのレベルの相互同化が観察された。

## 考証
『新唐書』渤海伝によると渤海語では、王を「可毒夫」「聖主」「基下」といい、王の命令を「教」といった。なお、「可毒夫」を『冊府元亀』巻九六二は「可毒大」、『五代会要』巻三十は「可毒失」につくる。

俗謂王曰「可毒夫」，曰「聖王」，曰「基下」。其命爲「教」。（『新唐書』渤海伝）

俗称では王（を名付けて）可毒夫、あるいは聖主、あるいは基下といった。（王の）命令を教という。

エ・ヴェ・シャフクノフ（英語: Ernst Vladimirovich Shavkunov、ロシア語: Эрнст Владимирович Шавкунов）の研究によると、渤海語で王をいう「可毒夫」はおそらくツングース系満洲語の「卡達拉」（満洲語: ᡴᠠᡩᠠᠯᠠ᠊、kadala-、カダラ：管理するの意）やツングース系ナナイ語の「凱泰」（カイタイ）と関係があり、その本来の意味は年長の管理者の意味であろうという。また、渤海人と靺鞨の名前の最後に「蒙」の字が付くことがあるが（烏借芝蒙、己珎蒙、慕思蒙など）、これは靺鞨語の重要な膠着語尾の一つを示しており、ツングース系は氏族を「木昆 (満洲語: ᠮᡠᡴᡡᠨ、 転写：mukūn)」「謀克」と称しているが、「蒙」の音が「木」や「謀」の音と近いことを考えると、この「蒙」の音はその人が属する氏族を表す音節であろうと推測できる。